# 8475 Vsevoivanov
8475 Vsevoivanov este un asteroid din centura principală de asteroizi.

## Descriere
8475 Vsevoivanov este un asteroid din centura principală de asteroizi. A fost descoperit pe 13 august 1985 la Observatorul de Astrofizică din Crimeea de Nikolai Cernîh. El prezintă o orbită caracterizată de o semiaxă mare de 3,07 ua, o excentricitate de 0,25 și o înclinație de 4,8° în raport cu ecliptica.